# Tsurugashima
Tsurugashima (japanisch 鶴ヶ島市, -shi) ist eine Stadt in der Präfektur Saitama auf Honshū, der Hauptinsel von Japan.

## Geschichte
Tsurugashima ist bekannt für seine Produktion von Tee und Wassermelonen. Groß angelegte Wohnprojekte und Fabrikanlagen haben die Bevölkerung stark wachsen lassen.
Tsurugashima wurde am 1. September 1991 zur Stadt.

## Verkehr
- Straße:
  - Kanetsu-Autobahn
  - Nationalstraße 407
- Zug:
  - Tōbu Tōjō-Hauptlinie nach Ikebukuro
  - Tōbu Ogose-Linie

## Angrenzende Städte und Gemeinden
- Kawagoe
- Sakado
- Hidaka
- Moroyama

## Persönlichkeiten
- Bright Machida (* 1996), Fußballspieler